# Festes populars i religioses a la Baronia de Rialb
Les festes populars i religioses a la Baronia de Rialb fan referència a les festivitats que s'ha anat celebrant al llarg de la història en el conjunt de pobles que comprenen aquest municipi del Prepirineu català.

## La vida religiosa

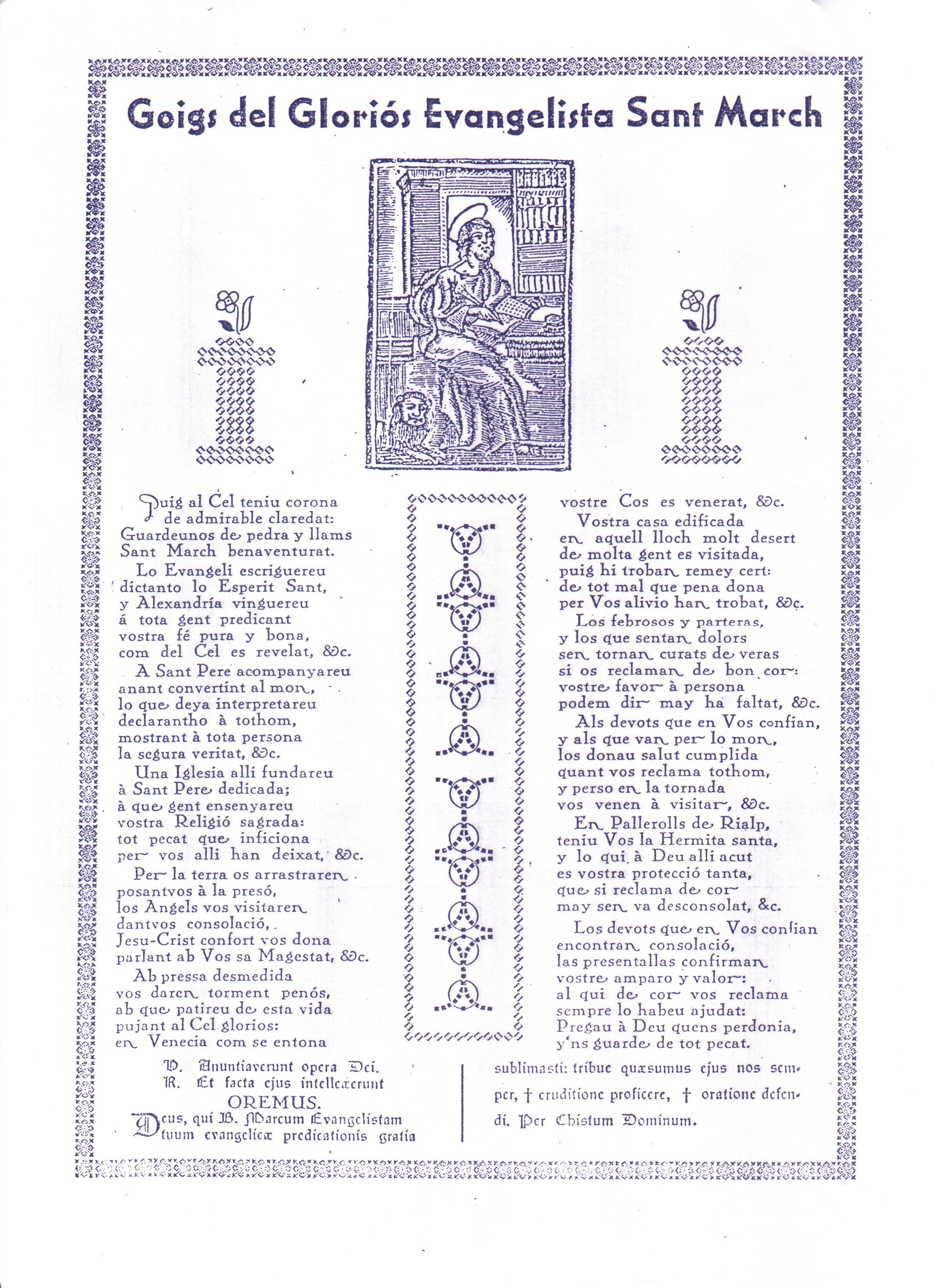
Goigs dedicats a Sant Marc que es canten al poble de Pallerols de Rialb

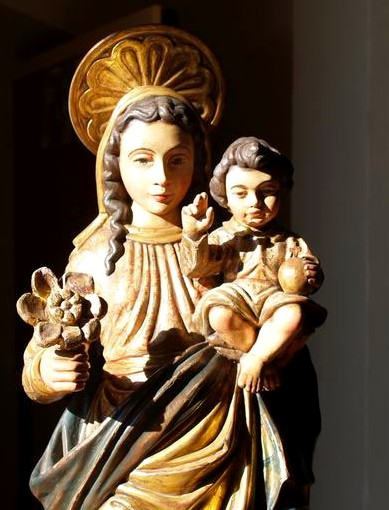
Imatge de la Mare de Déu del Roser que es troba a l'església de Sant Esteve de Pallerols de Rialb

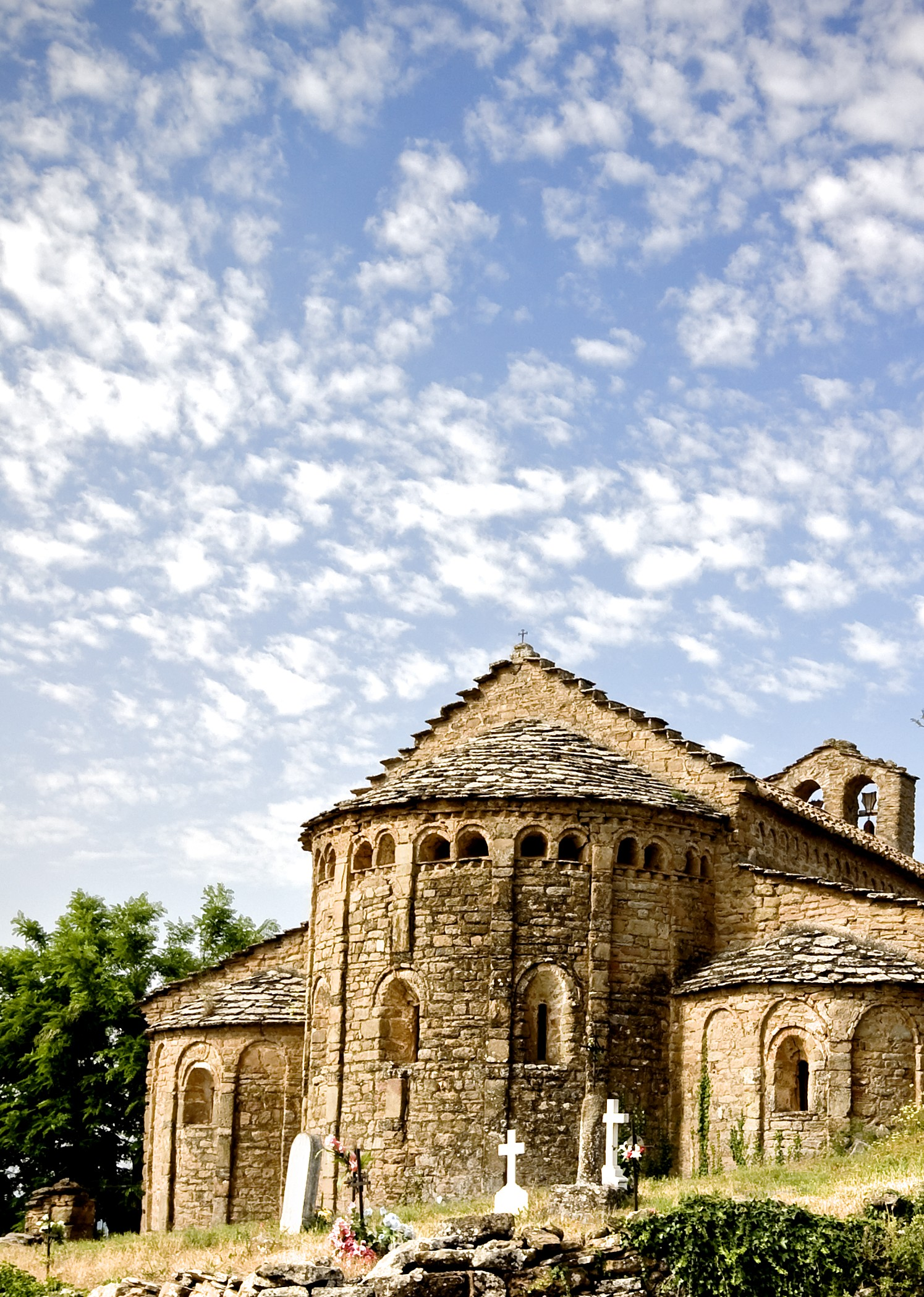
Església romànica de Santa Maria al poble de Palau de Rialb (s.). S'hi celebra anualment l'Aplec del Roser de la Baronia, una de les festes amb més afluència de gent de tot el municipi

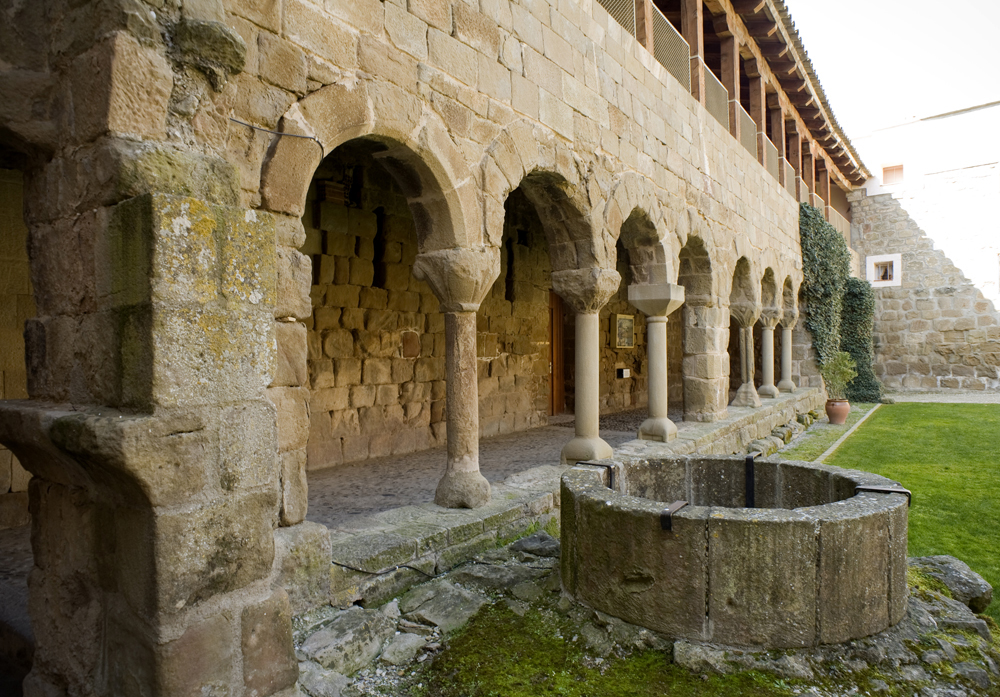
Claustre de Santa Maria de Gualter on se celebra anualment la Trobada cultural d'aquest monestir

Un país, que ja dels primers temps fou colonitzat per diverses institucions religioses i pels comtes d'Urgell que es va distingir sempre en el suport als monestirs i ells mateixos es consideraven patrons de les esglésies dels seus dominis, no podia menys que ésser religiós i imbuït de les tradicions cristianes. La multitud d'esglésies escampades per tots els tocoms de la vall del Rialb, construïdes pels seus feligresos o propietaris són una bona mostra de la fe cristiana de la gent d'aquesta terra.
Veneraven en els primers temps a santa Maria, sant Miquel, sant Martí, sant Andreu, sant Marc, sant Esteve, sant Cristòfol, sant Joan, sant Serni, santa Eulàlia, sant Asiscle, sant Girvés i sant Pere. No se sap quan començà la devoció a les Santes Espines, venerades al poble de Gualter, però és probable que sorgís dins el segle xvi. D'aquest temps és també la devoció de sant Roc, i l'advocació a Santa Maria en alguns llocs es canvià amb la del Roser. Cap a finals d'aquesta centúria o primera meitat de la següent aparegué la devoció a sant Josep, a sant Antoni de Pàdua i a sant Isidre. Del segle xviii en endavant es començà a venerar els Dolors de la Mare de Déu, la Puríssima i moltes altres advocacions. La darrera i més contemporània fou la del Sagrat Cor, que és el titular de la parròquia de Gualter; es construí després de la maltempsada de 1936 amb l'ajuda del bisbat d'Urgell i l'aportació de tota la població i s'inaugurà el 1948. Aprofitant l'avinentesa fou ensorrada la capelleta anomenada de la Santa Espina, que es localitzava al mig del poble i que entorpia el pas dels vehicles.
Mentre visqueren els rectors en les parròquies de la Baronia, no sol se celebraven els patrons de la mateixa església, sinó que almenys el dia del sant se celebrava la missa en les altres esglesioles de la demarcació. Per Sant Marc, a Pallerols de Rialb, es feia la processó de rogatives en què es cantaven les lletanies dels sants; es repetia al Dimecres de Cendra, els tres dies abans de l'Ascensió i les quatre témpores. Es sortia amb penons i la Creu al davant des de la parròquia cap a una capella del terme, on se celebrava la missa i es tornava en processó cap al temple parroquial. Una festa i processó solemne i popular des del segle xv o XVI fou la del Corpus; d'aquesta festa en provenen les custòdies que guardaven totes les parròquies. Sobretot durant el segle xviii es proveïren totes les parròquies de luxoses creus de plata, per a les festes grosses, deixant en el temple les de fusta de l'època medieval.
En els moments d'angoixa per les epidèmies o la sequera, la gent acudia a demanar l'ajuda de la Mare de Déu o dels sants. Si es volien sol·licitar del rector o dels priors unes pregàries públiques, que solien anar acompanyades d'una processó penitencial, s'havia d'observar un costumari adequat. El 1639 els paers de Ponts anaren a trobar el batlle de Gualter per a demanar que es traguessin en processó les Santes Espines per la necessitat que hi havia de l'aigua. Ja s'havia completat la sembra i tothom temia que no es pogués salvar la llavor. Llavors el batlle i els jurats ho comunicaven al rector i, junt amb la confraria de les Santes Espines, s'acordava al dia de la pregària. Es tornà a repetir el 1651 i altres anys.
A la parròquia de la Torre de Rialb hi havia, el segle xviii la institució o confraria de la Lluminària de Sant Antoni de Pàdua, que el 1775 estava en plena puixança, com ho demostren les inversions que realitzava. Aquell any, els seus majorals i administradors, Francesc Pujol del Mas d'en Bosch i Pere Riart de Politg, compraren per 134 lliures i 6 sous unes terres de Francesc Blanch, pagès de la Serra de Rialb.
Altre fet que palesa la intervenció dels feligresos en els costums parroquials i la devoció a les seves capelles, fou la contesa que tingueren a l'entorn de 1775, en Joan Vilella del mas de Ramoneda i Ramon March del mas de Benaviure, pagesos de Pallerols, i el rector d'aquesta parròquia, per causa de la reclamació que feien els pagesos perquè el rector anés a batejar a la capella de Ramoneda i hi celebrés la missa en la festa de la Concepció. Es posaren d'acord i el bisbe d'Urgell, Joaquim de Santiyán i Valdivieso, ho ratificà amb un decret el 4 d'abril de 1775. Manà al rector de Pallerols que anés a batejar en la dita capella, que hi celebri la missa el dia de la festa i que els veïns d'aquell lloc continuïn enterrant en el cementiri que s'ubicava junt al temple. A canvi, aquests pagesos havien d'abonar l'almoina de la missa i els diumenges i altres festes aniran a missa a la parròquia. Es veu que llavors aquests masies pertanyien a Pallerols. El document és redactat en català i el decret del bisbe en castellà, i fou donat des de la Pobla de Segur.
A la mateixa parròquia de Sant Esteve de Pallerols també hi havia la Lluminària de la Mare de Déu del Roser i la Nostra Senyora de la Gala, amb els seus priors.
Tot costumari religiós és regit i influenciat per unes circumstàncies econòmiques, populars, culturals, en el sentit més ample d'aquests mots i es manifesta més ufanós o més senzill segons aquestes contingències. El fons més genuí de la fe cristiana s'ha mostrat sempre en l'honradesa de les persones en les seves relacions mútues i en la caritat amb els necessitats i malalts. Per això els pagesos s'ajudaven dintre de l'àmbit local i a tot arreu hi tenien els petits hospitals mantinguts amb els donatius de la gent i n'hi hagué un a Gualter, a més del de la vila de Ponts.
Degut a la despoblació de la vall del Rialb i a la manca de capellans, s'ha oblidat bona part de l'antic costumari religiós, però se'n va formant un de nou amb elements antics i amb altres, que porten una línia més pastoral i evangèlica, conforme al rumb que ha emprès l'Església. Dins del Rialb hi ha impregnat la iniciativa dels capellans que ara en tenen cura pastoral. No hi manca el folklore, és a dir, la humanització de la religió.

## Calendari de festes i celebracions
Els actes festius que es duen a terme al municipi, combinen, com ja s'ha explicat, elements cristians amb alguns de pagans. Per exemple, en moltes d'aquestes parròquies s'hi celebra missa, benedicció i repartiment de pa beneït i una processó. En alguns casos es canten goigs propis; Sant Miquel de Palou té unes cobles en honor seu, fet que denota que antigament s'hi havia fet un aplec. A més a més, després de diferents dinars amb amics i familiars, s'inicia el ball o concert de tarda amb alguna banda o grup musical, un acte que no s'atura fins ben tard.
A Palau de Rialb, al maig, s'hi celebra un aplec, molt acceptat per tots els rialpencs, que té un motiu especial cada any; el 1988 fou el de les Majorales i se n'hi aplegaren unes 80 del municipi i altres procedències. Al Puig s'hi venera la imatge parroquial, que ara s'exposa al Museu Diocesà d'Urgell, que en diuen la Mare de Déu de la Pluja. És la imatge, de talla barroca, de la Mare de Déu del Roser. Després els assistents es reuneixen en un dinar a la Font de l'Oró (o Auró). A Gualter, el Dimarts de Carnaval també s'hi celebra un àpat molt reconegut, que aplega molta gent d'arreu del municipi, la festa del Ranxo, on aquesta típica escudella n'és la principal protagonista. Altre acte és la Trobada cultural al monestir de Santa Maria de Gualter, on es fa una missa cantada i hi ha actes culturals com exposicions que es culminen des de fa força anys amb un grup d'havaneres i el tradicional rom cremat, tot i trobar-se en terres allunyades ja de la Costa Brava.
Seguint el curs de l'any se celebren als diferents pobles i parròquies de la Baronia les següents festes populars i religioses: 
| Mes      | Dia                                  | Festa                         | Població            |
| -------- | ------------------------------------ | ----------------------------- | ------------------- |
| Febrer   | Dimarts de Carnaval                  | Ranxo                         | Gualter             |
| Abril    | Penúltim diumenge                    | Aplec de Sant Marc            | Pallerols de Rialb  |
| Maig     | Primer diumenge                      | Festa Major                   | Sant Martí de Rialb |
| Maig     | Segon o tercer diumenge              | Aplec del Roser de la Baronia | Palau de Rialb      |
| Maig     | Festivitat de la Santíssima Trinitat | Festa Major                   | La Torre de Rialb   |
| Juny     | Primer diumenge                      | Festa Major                   | Politg              |
| Juny     | Primer diumenge                      | Roser de la Cirera            | Gualter             |
| Juliol   | Penúltim dissabte                    | Trobada cultural al Monestir  | Gualter             |
| Agost    | Dia 15, Mare de Déu d'Agost          | Festa Major                   | Palau de Rialb      |
| Agost    | Últim diumenge                       | Festa Major                   | Bellfort            |
| Setembre | Primer diumenge                      | Festa Major                   | La Serra de Rialb   |
| Setembre | Tercer dissabte                      | Festa Major                   | Vilaplana           |
| Octubre  | Primer diumenge                      | Festa Major                   | El Puig de Rialb    |
| Octubre  | Primer diumenge                      | Festa Major                   | Gualter             |
| Novembre | Diumenge més proper al 22            | Trobada de la Rosa            | Pallerols de Rialb  |
| Novembre | Últim diumenge                       | Aplec popular                 | Bellfort            |